# قشلاق مهرعلی کندی
قشلاق مهرعلی کندی یک روستا در ایران است که در استان اردبیل واقع شده‌است. قشلاق مهرعلی کندی ۲۸ نفر جمعیت دارد.